# Lucinoma atlantis
Lucinoma atlantis är en musselart som beskrevs av R. A. Mclean 1936. Lucinoma atlantis ingår i släktet Lucinoma och familjen Lucinidae. Inga underarter finns listade i Catalogue of Life.